# Quinto Gabinete Kohl

## Gabinete
| Cargo                                                                  | Imagem    | Incumbente                                               | Partido | Partido | Secretário de Estado Parlamentar e Ministro de Estado                        | Partido |
| ---------------------------------------------------------------------- | --------- | -------------------------------------------------------- | ------- | ------- | ---------------------------------------------------------------------------- | ------- |
| Chanceler                                                              | zentriert | Helmut Kohl (* 1930)                                     |         | CDU     | –                                                                            | –       |
| Vice-Chanceler                                                         | zentriert | Klaus Kinkel (* 1936)                                    |         | FDP     | –                                                                            | –       |
| Ministro das Relações Exteriores                                       | zentriert | Klaus Kinkel (* 1936)                                    |         | FDP     | Helmut Schäfer Werner Hoyer                                                  | FDP     |
| Ministro do Interior                                                   |           | Manfred Kanther (* 1939)                                 |         | CDU     | Horst Waffenschmidt bis 15. Mai 1997 Manfred Carstens Eduard Lintner         | CDU CSU |
| Ministro da Justiça                                                    | zentriert | Sabine Leutheusser-Schnarrenberger (bis 17. Januar 1996) |         | FDP     | Rainer Funke                                                                 | FDP     |
| Ministro da Justiça                                                    |           | Edzard Schmidt-Jortzig (ab 17. Januar 1996)              |         | FDP     | Rainer Funke                                                                 | FDP     |
| Ministro das Finanças                                                  | zentriert | Theodor Waigel (* 1939)                                  |         | CSU     | Irmgard Karwatzki Kurt Faltlhauser bis 15. November 1995 Hansgeorg Hauser    | CDU CSU |
| Ministro da Economia e Tecnologia                                      |           | Günter Rexrodt (1941–2004)                               |         | FDP     | Norbert Lammert bis 15. Mai 1997 Heinrich Leonhard Kolb                      | CDU FDP |
| Ministro da Nutrição, Agricultura e Defesa do Consumidor               |           | Jochen Borchert (* 1940)                                 |         | CDU     | Wolfgang Gröbl bis 15. Januar 1998 Ernst Hinsken                             | CSU     |
| Ministro do Trabalho e Relações Sociais                                | zentriert | Norbert Blüm (* 1935)                                    |         | CDU     | Horst Günther Rudolf Kraus                                                   | CDU CSU |
| Ministro da Defesa                                                     | zentriert | Volker Rühe (* 1942)                                     |         | CDU     | Michaela Geiger bis 15. Januar 1997 Klaus Rose ab 23. Januar 1997 Bernd Wilz | CSU CDU |
| Ministro da Família, Idosos, Mulheres e Juventude                      |           | Claudia Nolte                                            |         | CDU     | Gertrud Dempwolf                                                             | CDU     |
| Ministro da Saúde                                                      | zentriert | Horst Seehofer (* 1949)                                  |         | CSU     | Sabine Bergmann-Pohl                                                         | CDU     |
| Ministro dos Transportes, Construção e Desenvolvimento das Cidades     | zentriert | Matthias Wissmann (* 1949)                               |         | CDU     | Manfred Carstens bis 15. Mai 1997 Norbert Lammert Johannes Nitsch            | CDU     |
| Ministro do Meio Ambiente, Proteção da Natureza e Segurança Nuclear    | zentriert | Angela Merkel (* 1954)                                   |         | CDU     | Ulrich Klinkert Walter Hirche                                                | CDU FDP |
| Ministro Postal e de Telecomunicações (aufgelöst am 31. Dezember 1997) | zentriert | Wolfgang Bötsch (* 1938)                                 |         | CSU     | Paul Laufs                                                                   | CDU     |
| Ministro dos Transportes, Construção e Desenvolvimento das Cidades     | zentriert | Klaus Töpfer (bis 14. Januar 1998)                       |         | CDU     | Joachim Günther                                                              | FDP     |
| Ministro dos Transportes, Construção e Desenvolvimento das Cidades     | zentriert | Eduard Oswald (ab 14. Januar 1998)                       |         | CSU     | Joachim Günther                                                              | FDP     |
| Ministro da Educação e Pesquisa                                        | zentriert | Jürgen Rüttgers                                          |         | CDU     | Bernd Neumann                                                                | CDU     |
| Ministro para Cooperação e Desenvolvimento                             | zentriert | Carl-Dieter Spranger (* 1939)                            |         | CSU     | Klaus-Jürgen Hedrich                                                         | CDU     |
| Ministro de Casos Especiais                                            | zentriert | Friedrich Bohl (* 1945)                                  |         | CDU     | Bernd Schmidbauer Anton Pfeifer Otto Hauser ab 26. Mai 1998                  | CDU     |